# Mieczysłau Hiruć
Mieczysłau Iwanawicz Hiruć (biał. Мечыслаў Іванавіч Гіруць, ros. Мечислав Иванович Гируть, Mieczisław Iwanowicz Girut′; ur. 11 maja 1936 w Szkiłądziszkach) – białoruski polityk, deputowany do Rady Najwyższej Republiki Białorusi XIII kadencji, w latach 1995–2000 zastępca przewodniczącego Białoruskiej Partii Agrarnej.

## Życiorys

### Młodość i praca
Urodził się 11 maja 1936 roku we wsi Szkiłądziszki, w powiecie oszmiańskim województwa wileńskiego II Rzeczypospolitej. Ukończył Białoruską Państwową Akademię Gospodarstwa Wiejskiego. W latach 1955–1958 służył w szeregach Armii Radzieckiej. W latach 1958–1959 pracował jako prelegent partyjny w Oszmiańskim Komitecie Rejonowym Komunistycznej Partii Białorusi (KPB). W latach 1959–1963 był I sekretarzem Oszmiańskiego Komitetu Rejonowego Komsomołu. W latach 1963–1969 pełnił funkcję przewodniczącego kołchozu „Swoboda” w rejonie oszmiańskim. W latach 1969–1971 pracował jako II sekretarz Lidzkiego Komitetu Rejonowego KPB. W latach 1971–1975 był przewodniczącym Wołkowyskiego Rejonowego Komitetu Wykonawczego. W latach 1975–1983 pełnił funkcję I sekretarza Wołkowyskiego Komitetu Rejonowego KPB. W latach 1983–1992 pracował jako I zastępca przewodniczącego Grodzieńskiego Obwodowego Komitetu Wykonawczego. W 1993 roku był przewodniczącym Grodzieńskiej Obwodowej Rady Deputowanych.

### Działalność parlamentarna
W pierwszej turze wyborów parlamentarnych 14 maja 1995 roku został wybrany na deputowanego do Rady Najwyższej Republiki Białorusi XIII kadencji ze smorgońskiego wiejskiego okręgu wyborczego nr 143. 9 stycznia 1996 roku został zaprzysiężony na deputowanego. Od 23 stycznia pełnił w Radzie Najwyższej funkcję członka Stałej Komisji ds. Rolnych i Rozwoju Socjalnego Wsi, był przywódcą frakcji agrariuszy i członkiem Prezydium Rady Najwyższej. W latach 1995–2000 pełnił funkcję zastępcy przewodniczącego Białoruskiej Partii Agrarnej. W lutym 1996 roku wszedł w skład Narodowego Komitetu Wykonawczego – „gabinetu cieni” utworzonego przez opozycję. Pełnił funkcję przewodniczącego Grodzieńskiego Komitetu Regionalnego. W czasie kryzysu konstytucyjnego w 1996 roku był w opozycji wobec prezydenta Alaksandra Łukaszenki. 27 listopada 1996 roku, po dokonanej przez prezydenta kontrowersyjnej i częściowo nieuznanej międzynarodowo zmianie konstytucji, nie wszedł w skład utworzonej przez niego Izby Reprezentantów Zgromadzenia Narodowego Republiki Białorusi I kadencji. Zgodnie z Konstytucją Białorusi z 1994 roku jego mandat deputowanego do Rady Najwyższej zakończył się 9 stycznia 2001 roku; kolejne wybory do tego organu jednak nigdy się nie odbyły.

## Życie prywatne
Mieczysłau Hiruć jest żonaty, ma dwoje dzieci. W 1995 roku mieszkał w Grodnie.